# Love Me Harder
Love Me Harder è un singolo della cantante statunitense Ariana Grande e del cantante canadese The Weeknd, pubblicato il 30 settembre 2014 come terzo estratto dal secondo album in studio di Ariana Grande My Everything.

## Descrizione
Il testo del brano è stato scritto dai due artisti insieme a Max Martin, Savan Kotecha, Peter Svensson, Ali Payami e Ahmad Balshe.

## Video musicale
Il 1º ottobre 2014, Ariana ha confermato che stava lavorando al video musicale del brano. Il video è stato diretto da Hannah Lux Davis, che in precedenza aveva preso parte alle riprese di Bang Bang.
Il lyric video di Love Me Harder è stato pubblicato il 17 ottobre 2014, mentre quello musicale è uscito il 3 novembre dello stesso anno.

## Tracce
Testi e musiche di Max Martin, Savan Kotecha, Peter Svensson, Ali Payami, Abel Tesfaye e Ahmad Balshe.
Download digitale
1. Love Me Harder – 3:56
2. Cadillac Song – 2:52
3. Too Close – 3:35

Download digitale - The Unreal Remixes EP
1. Love Me Harder (Thèmemoir's UKG Remix) – 3:09
2. Love Me Harder (Linear Curb Remix) – 3:19
3. Love Me Harder (Pyrococcus Remix) – 5:11
4. Love Me Harder (RIKAAR Lovers mX) – 5:37

## Classifiche

### Classifiche settimanali
| Classifica (2014-15) | Posizione massima |
| -------------------- | ----------------- |
| Australia            | 19                |
| Austria              | 29                |
| Belgio (Fiandre)     | 45                |
| Belgio (Vallonia)    | 43                |
| Canada               | 10                |
| Danimarca            | 18                |
| Finlandia            | 13                |
| Francia              | 27                |
| Germania             | 35                |
| Irlanda              | 33                |
| Italia               | 17                |
| Norvegia             | 22                |
| Nuova Zelanda        | 28                |
| Paesi Bassi          | 12                |
| Regno Unito          | 48                |
| Repubblica Ceca      | 9                 |
| Russia               | 18                |
| Slovacchia           | 8                 |
| Slovenia             | 26                |
| Spagna               | 36                |
| Stati Uniti          | 7                 |
| Svezia               | 26                |
| Svizzera             | 40                |
| Ucraina              | 40                |

### Classifiche di fine anno
| Classifica (2015) | Posizione |
| ----------------- | --------- |
| Canada            | 61        |
| Francia           | 130       |
| Italia            | 93        |
| Paesi Bassi       | 79        |
| Stati Uniti       | 56        |

## Date di pubblicazione
| Paese       | Data di pubblicazione | Formato/i                | Etichetta |
| ----------- | --------------------- | ------------------------ | --------- |
| Stati Uniti | 30 settembre 2014     | Rhythmic crossover radio | Republic  |
| Australia   | 21 novembre 2014      | Edizione EP              | Republic  |